# Eupoca polyorma
Eupoca polyorma là một loài bướm đêm trong họ Crambidae.